# Gieorgij Kołnootczenko
Gieorgij Kołnootczenko, ros. Георгий Колноотченко (ur. 7 maja 1959) – białoruski lekkoatleta specjalizujący się w rzucie dyskiem. W czasie swojej kariery reprezentował Związek Socjalistycznych Republik Radzieckich.

## Sukcesy sportowe
- dwukrotny mistrz ZSRR w rzucie dyskiem – 1983, 1985[1]

| Rok  | Miasto    | Zawody             | Konkurencja  | Wynik         |
| ---- | --------- | ------------------ | ------------ | ------------- |
| 1982 | Ateny     | Mistrzostwa Europy | rzut dyskiem | 5. miejsce    |
| 1983 | Helsinki  | Mistrzostwa świata | rzut dyskiem | 6. miejsce    |
| 1985 | Canberra  | Puchar świata      | rzut dyskiem | 1. miejsce    |
| 1985 | Moskwa    | Puchar Europy      | rzut dyskiem | 2. miejsce    |
| 1986 | Stuttgart | Mistrzostwa Europy | rzut dyskiem | srebrny medal |

## Rekordy życiowe
- rzut dyskiem – 69,44 – Indianapolis 03/07/1982 (rekord Białorusi)